# Fergie
Fergie, nata Stacy Ann Ferguson (Hacienda Heights, 27 marzo 1975), è una cantante e rapper statunitense.
La cantante apparteneva inizialmente al trio femminile Wild Orchid, ma poi ottenne successo mondiale diventando un membro dei Black Eyed Peas dal 2002 al 2017. I primi successi internazionali arrivarono pubblicando con la band gli album Elephunk (2003) e Monkey Business (2005). All'esperienza con il gruppo hip hop, Fergie ha però affiancato anche una carriera da solista iniziata nel 2006, riscuotendo grandissimo successo grazie all'album The Dutchess, che ha venduto quasi 7.000.000 di copie, e da cui sono stati estratti singoli come Fergalicious, London Bridge, Glamorous e Big Girls Don't Cry.
Nel 2009 torna con i Black Eyed Peas per il quinto album della band, The E.N.D. (trainato dal tormentone I Gotta Feeling) e il successivo The Beginning. Nel 2017, dopo 11 anni, esce il suo secondo album da solista, Double Dutchess. È vincitrice di 8 Grammy Awards, a fronte di 20 candidature.

## Biografia

### 1975-1989: l'infanzia e gli inizi
Nasce a Hacienda Heights, California, da Theresa Ann Gore e Patrick Ferguson. Ha origini inglesi, messicane e native americane. I suoi genitori, insegnanti, le danno un insegnamento strettamente cattolico, facendole frequentare la Glen A. Wilson High School, dove tra l'altro sarà scout, cheerleader e campionessa di spelling. Ha una sorella minore di nome Dana, attrice e stilista.
Fergie inizia da piccolissima a lavorare nel mondo dello spettacolo girando alcune pubblicità, ma soprattutto come protagonista di una serie TV americana per ragazzi, Kids Incorporated, dove resterà nel cast dal 1984 al 1989. È proprio qui che si avvicina al mondo della recitazione e soprattutto del canto. Sempre da bambina lavora come doppiatrice nei cartoni animati di Charlie Brown prestando la voce al personaggio di Sally Brown.

### 1992-2002: Wild Orchid
Comincia la sua carriera musicale nel 1991 con il trio femminile chiamato Wild Orchid composto da Renee Sands, conosciuta sul set di Kids Incorporated, e Stefanie Ridel. Nel 1994 firmano un contratto con la RCA Records. Il gruppo ottiene un discreto successo pubblicando due album Wild Orchid e Oxygen. Nel 1999 partecipano come open act al tour di Cher e Cyndi Lauper. Nel 2002, dopo avere completato il terzo album Fire, l'etichetta discografica decide di non pubblicarlo, così Fergie abbandona il gruppo. Durante un'intervista del 2006 Fergie ha dichiarato che la decisione di lasciare il gruppo fu dettata dai problemi con la droga che ebbe in quel periodo, e dalla nuova direzione musicale che stava prendendo il gruppo.

### 2003-2005: il successo con i Black Eyed Peas

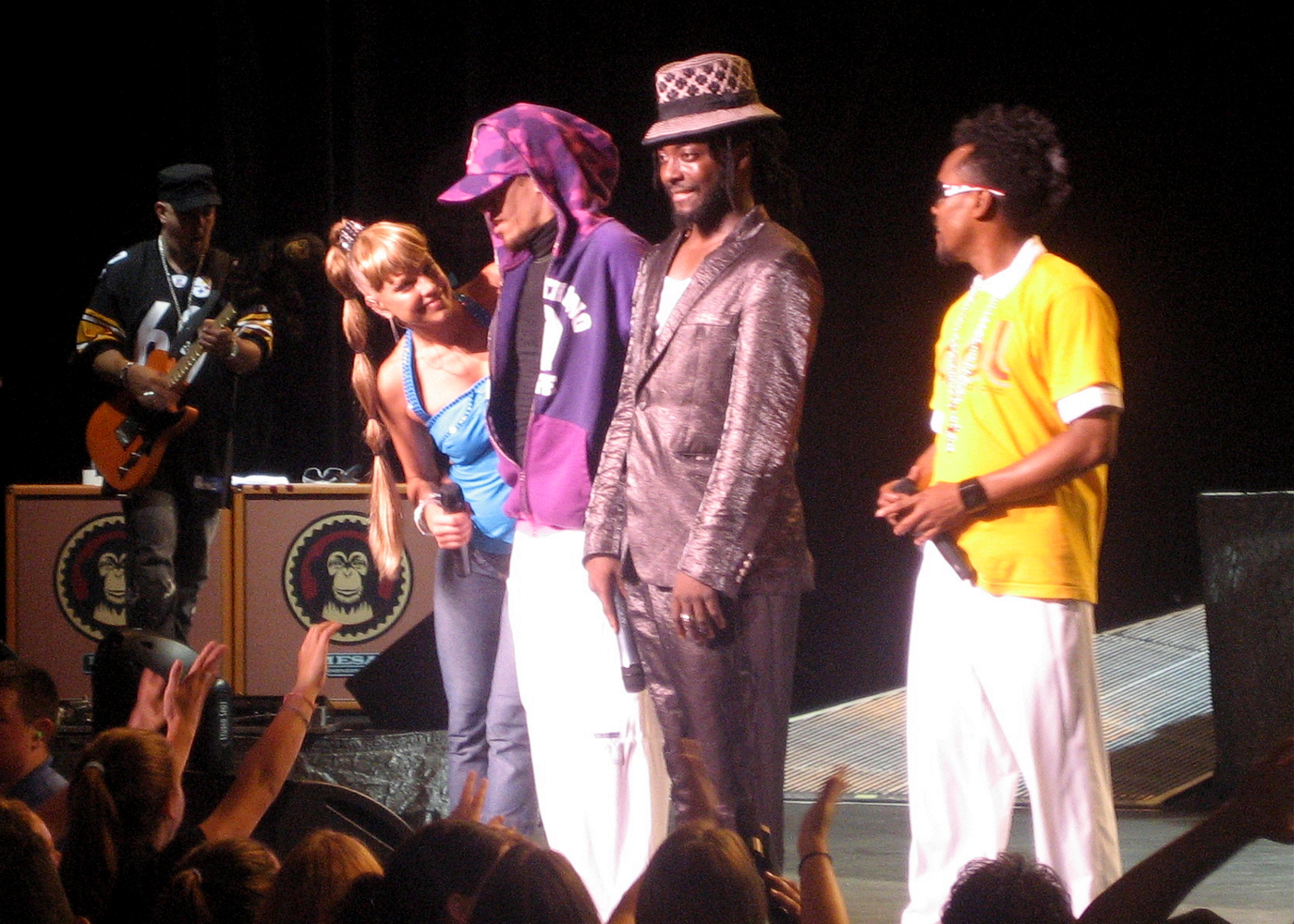
I Black Eyed Peas nel 2006, da sinistra: Fergie, Taboo, will.i.am e apl.de.ap

Nel 2003, ormai risolti i problemi di tossicodipendenza, entra a fare parte del gruppo hip hop statunitense Black Eyed Peas. La cantante era inizialmente stata invitata dal leader del gruppo will.i.am solamente per partecipare alla canzone Shut Up, poi grazie al feeling artistico che si era creato tra i due le fu offerto di entrare a fare parte del gruppo come membro ufficiale. È proprio in questa occasione che Stacy sceglie come nome d'arte Fergie.
Grazie alla new entry Fergie il gruppo assume un'immagine più commerciale che porta l'album Elephunk ad un successo internazionale. Il primo singolo Where Is the Love? diventa la prima grande hit dei Black Eyed Peas raggiungendo la prima posizione in quasi tutto il mondo. Anche i singoli successivi, Shut Up, Hey Mama e Let's Get It Started raggiungono le vette delle classifiche e portano il gruppo ad un tour mondiale.
L'album successivo, Monkey Business, viene pubblicato nel 2005 e consacra il gruppo come uno dei più interessanti e di successo di quegli anni grazie a canzoni come Don't Phunk with My Heart, Don't Lie e My Humps.

### 2006-2008: Carriera solista:The Dutchess

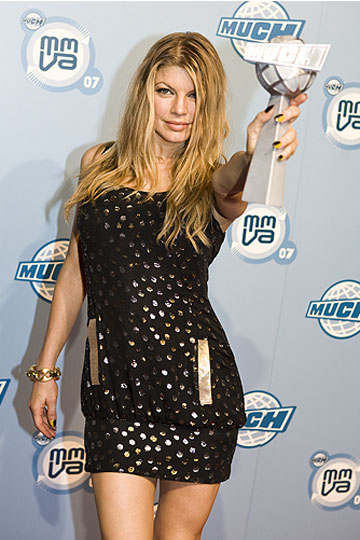
Fergie con il Much Music Award che ha vinto nel 2007

Nel 2006 Fergie debutta con il suo primo album da solista The Dutchess che la consacra come miglior artista femminile esordiente del 2007 e in più il disco è il miglior album di debutto dell'anno.
L'album è uscito il 19 settembre 2006. Will.i.am, che ha curato la produzione dell'album, collabora nella hit Fergalicious (numero 2 nella Billboard Hot 100) e anche in altre canzoni come All That I Got (The Make Up Song) e Here I Come, mentre nella canzone Get Your Hands Up partecipa tutta la band dei Black Eyed Peas.
A fine estate 2006 ha pubblicato il singolo London Bridge, brano dalle sonorità rhythm and blues mantenendo l'hip hop del suo gruppo che non ha mancato alla partecipazione nel videoclip con una sorta di cameo. La canzone, numero 1 nella Billboard Hot 100 per tre settimane, è stata apprezzata da molti dei suoi fan e ha riscosso un successo immediato.
Il secondo singolo è Fergalicious (feat. will.i.am) grazie al quale trova spazio nel Guinness dei primati del 2007 per il record assoluto nella storia di download digitali in una settimana (295.000). Grazie a questo risultato al singolo sono stati assegnati dieci dischi di platino.
Il terzo singolo Glamorous (numero 1 nella Billboard Hot 100 per due settimane) vede la collaborazione del rapper Ludacris e, come London Bridge, è prodotto da Polow Da Don.
Il quarto singolo è Big Girls Don't Cry, che ha raggiunto la numero 1 nella Billboard Hot 100. Grazie al grande successo della canzone l'album rientra in top 10 dopo 52 settimane dalla sua uscita ed arriva alla posizione numero 2, la più alta mai raggiunta in classifica (nella prima settimana di vendite si era fermata alla numero 3), e all'album viene assegnato il secondo disco di platino.
Nel 2007 la cantante ha interpretato la colonna sonora del film Shrek terzo, con una reinterpretazione del brano rock Barracuda, e ha duettato con Daddy Yankee nel singolo Impacto (Remix) tratto dall'album El cartel: The Big Boss.
Come quinto singolo esce Clumsy di cui viene girato anche un video in cui compaiono gli stilisti Dsquared². La canzone raggiunge la posizione numero 5 nella Billboard Chart in cui rimane per quasi un mese.

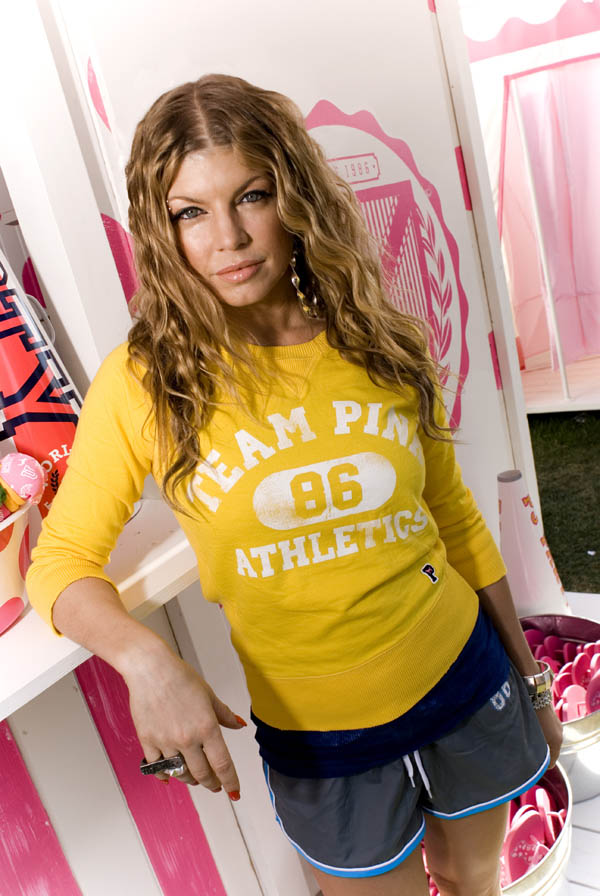
Fergie nel 2007

Verso la fine del gennaio 2008 in Australia e Brasile viene pubblicato il sesto singolo, Here I Come, cantato insieme a will.i.am, e a febbraio l'album riceve il terzo disco di platino.
Un altro singolo, la ballad Finally, è stato pubblicato nel mese di maggio solo in alcuni paesi. Intanto la canzone viene cantata insieme a John Legend (il produttore) ai cinquantesimi Grammy Award 2008, dove la cantante era nominata come miglior voce femminile pop. Fergie ha ricevuto il premio di migliore artista femminile dell'anno agli MTV Video Music Awards 2007, dove ha battuto artisti come Nelly Furtado, e il premio come miglior cantante pop agli American Music Award 2007 vincendo su Beyoncé e Avril Lavigne.
Nel 2008 collabora con Michael Jackson per il suo album Thriller 25, disco che celebra il 25º anniversario di Thriller, duettando con il Re Del Pop in un remix del famoso brano Beat It.
Lo stesso anno è stato pubblicato il singolo Party People del rapper californiano Nelly, estratto dall'album Brass Knuckles, in cui Fergie è presente anche qui come duettante.
Il 27 maggio 2008 esce The Dutchess Deluxe EP, una versione dell'album di debutto di Fergie contenente cinque tracce inedite tra cui la canzone colonna sonora del film Sex and the City intitolata Labels Or Love. Sempre nel 2008 la cantante ha raggiunto la posizione numero 10 nella classifica delle donne più sexy nel Mondo sulla rivista Maxim.()
Fergie ha collaborato con la cantante giapponese Koda Kumi nella canzone intitolata That Ain't Cool.
A fine agosto 2008 viene pubblicato il brano Just Stand Up!, una canzone per raccogliere fondi e donarli alle ricerche contro il cancro. Alla canzone partecipano oltre a Fergie altre 14 cantanti tra cui Nicole Scherzinger, Beyoncé, Rihanna e Miley Cyrus. Il 2 settembre la canzone è stata pubblicata come download digitale e il 5 è stata eseguita live da tutte le cantanti alla campagna promozionale Stand Up to Cancer sul palco dei Fashion Rock.
Nel 2008 Fergie insieme al resto dei Black Eyed Peas si è esibita ad un evento organizzato in supporto del candidato americano Barack Obama. Inoltre Fergie compare nel video It's a New Day di will.i.am realizzato per la vittoria alle elezioni americane di Obama.

### 2009-2013: Il ritorno con i Black Eyed Peas

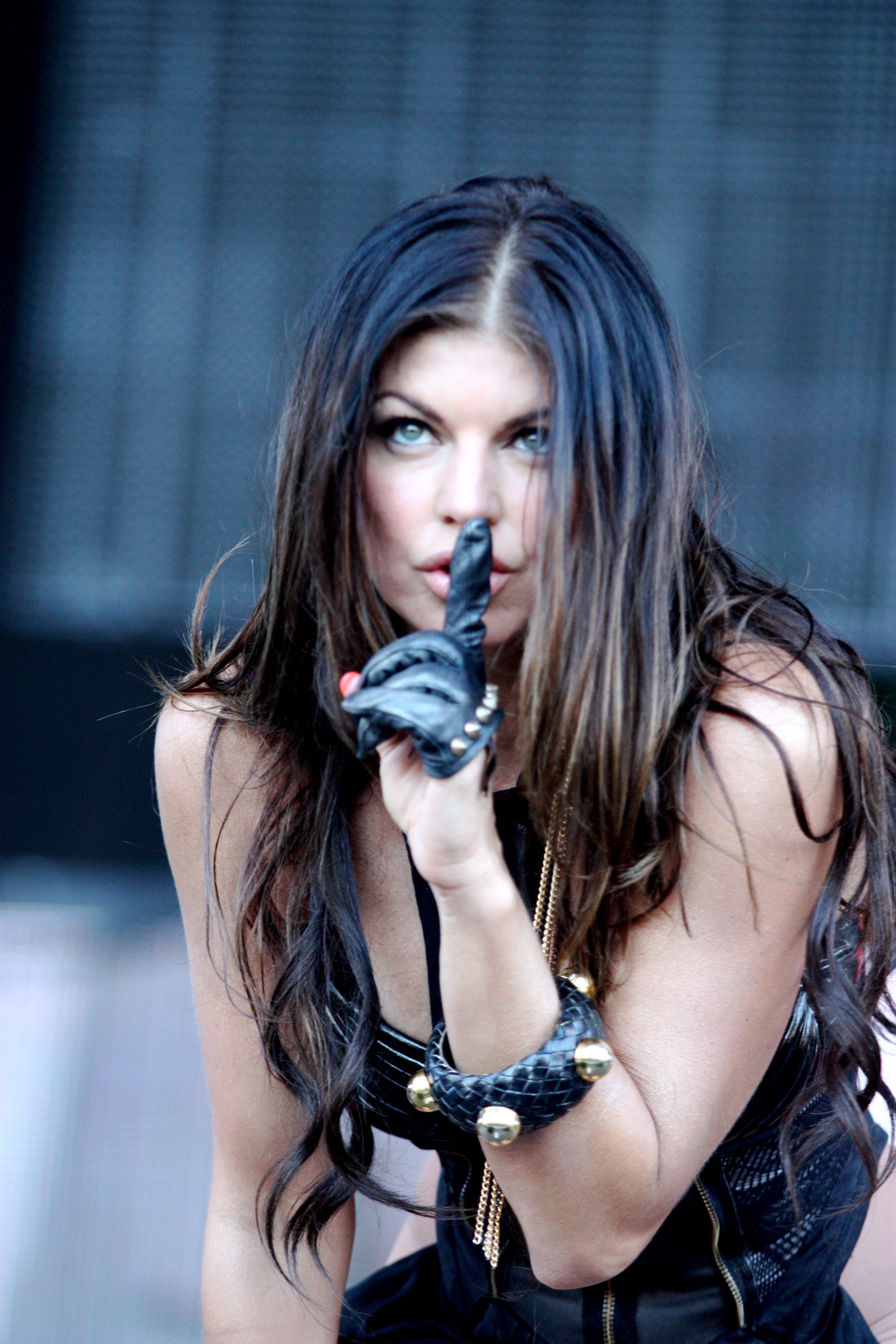
Fergie nel 2009

Nel 2009 Fergie torna al lavoro con i Black Eyed Peas e pubblicano il loro quinto album The E.N.D.. Il 30 ottobre 2009 Fergie si è esibita al 25º anniversario del Rock and Roll Hall of Fame insieme a Bono Vox e Mick Jagger cantando Gimme Shelter.
Il 2 febbraio 2010 Fergie ha partecipato insieme a tantissimi altri artisti alla registrazione della canzone We Are the World 25 for Haiti per aiutare la popolazione di Haiti colpita dal terremoto. Fergie ha partecipato alla registrazione dell'album Slash del chitarrista omonimo disponibile nel febbraio 2010. Nel disco Fergie duetta insieme a Cypress Hill in una rivisitazione di Paradise City, canzone che spesso ha eseguito sul palco insieme alla storica Sweet Child o' Mine dei Guns N'Roses. Ha inoltre registrato insieme al chitarrista un inedito intitolato Beautiful Dangerous. Canta nel brano Gettin' Over You di David Guetta che conta la collaborazione di Chris Willis e degli LMFAO.
Nel 2010 i Black Eyed Peas pubblicano il loro sesto album intitolato The Beginning simile al precedente nelle sonorità, che conferma il successo della band. Il 10 giugno 2010 partecipa con i Black Eyed Peas al concerto di apertura dei Mondiali di Calcio in Sud Africa, insieme ad altri artisti come Shakira, Alicia Keys e K'nann. A novembre Fergie è stata onorata da Glamour come donna dell'anno con un premio per il suo impegno in cause benefiche. Dopo Glamour anche Billboard nomina Fergie donna del 2010. Nello stesso periodo Fergie ed il resto dei Black Eyed Peas dichiarano che si prenderanno un periodo di pausa dal gruppo per dedicarsi a progetti personali. La cantante ha rivelato infatti che desidera avere un figlio con il marito Josh.

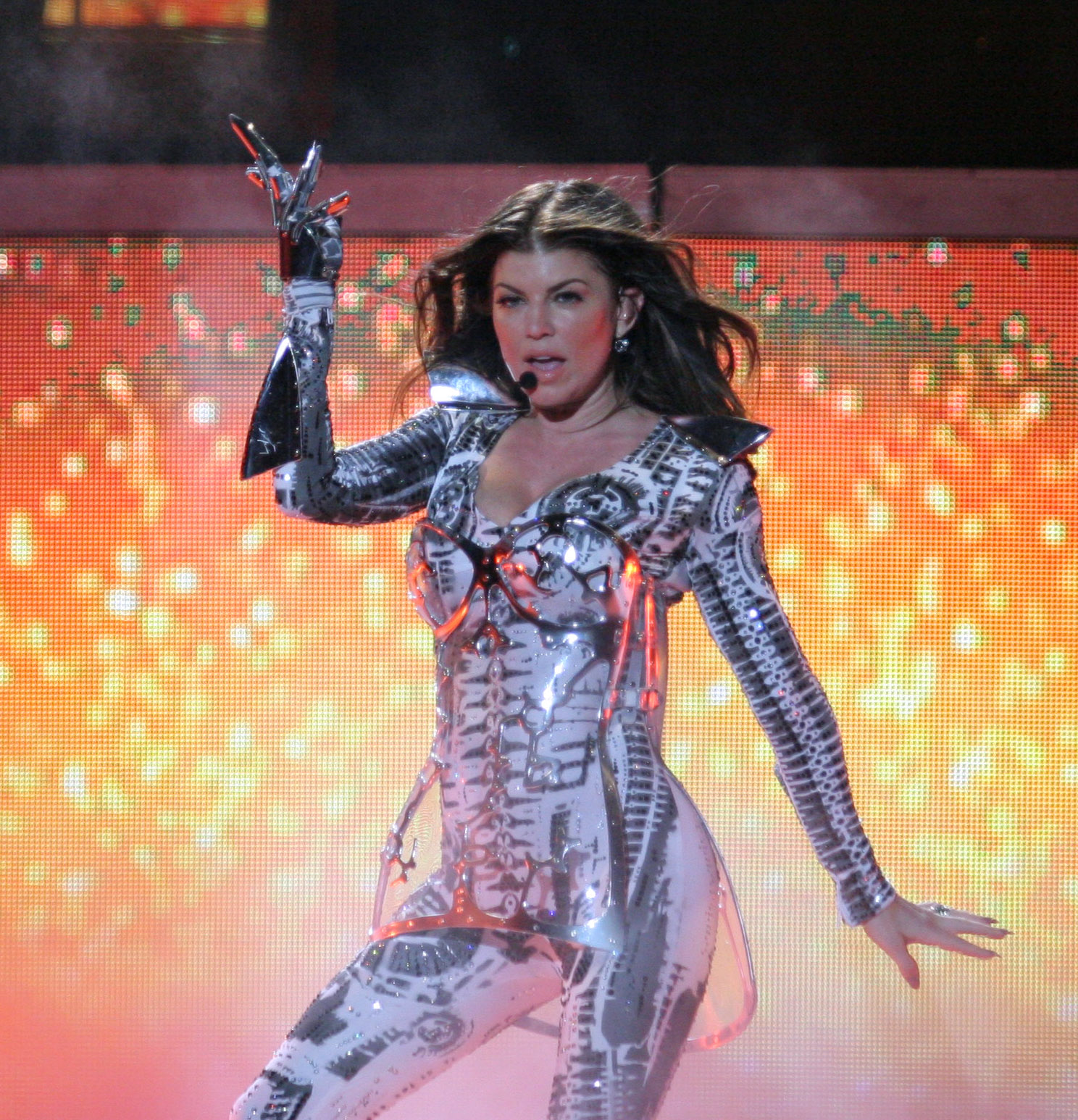
Fergie in concerto nel 2010

Nel 2011 la pop star viene onorata con una statua di cera al famoso museo Madame Tussauds, a Las Vegas. Ai Grammy Awards 2012 vince due premi con la canzone di Kanye West All of the Lights di cui è co-scrittrice, ed in cui canta con il rapper, Rihanna e Kid Cudi. 
Nel 2013 compare, assieme a GoonRock e Q-Tip, nella colonna sonora del film Il Grande Gatsby con la canzone A Little Party Never Killed Nobody (All We Got).

### 2014-presente: Abbandono dei Black Eyed Peas, il secondo album solista e allontanamento dalle scene

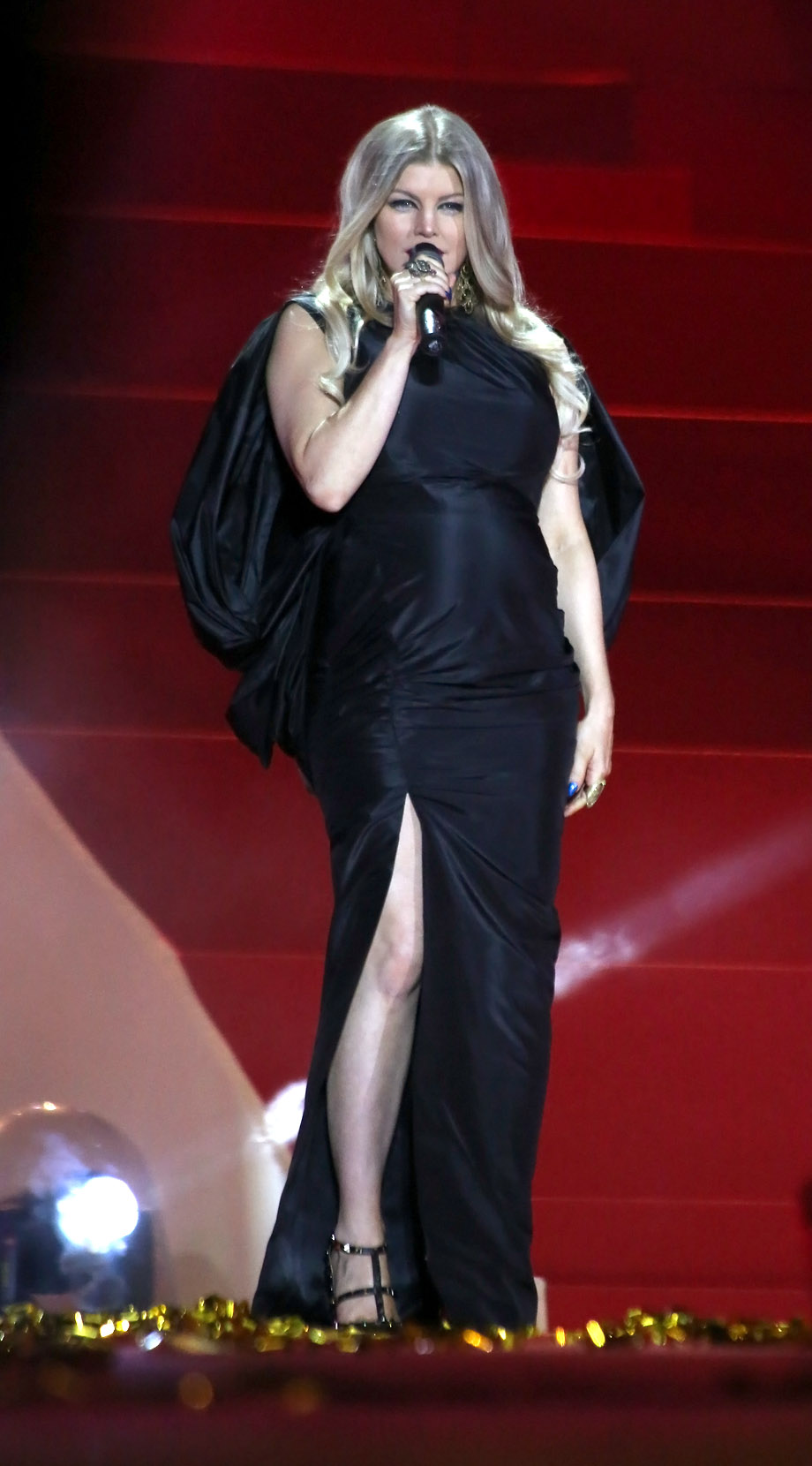
Fergie al Life Ball 2013

Nel 2014 Fergie torna con un nuovo singolo, L.A. Love (La La) prodotto da Mustard, che anticipa il nuovo album solista in lavorazione. Durante questo periodo la cantante lascia la Interscope Records per creare, in partnership con la BMG Rights Management, la propria etichetta discografica Dutchess Music.
Dopo i singoli M.I.L.F. $ e Life Goes On del 2016 e You Already Know feat. Nicki Minaj del 2017, il 22 settembre 2017 esce Double Dutchess, il secondo album solista di Fergie, a distanza di 11 anni dal primo. Si tratta di un "visual album" (Double Dutchess: Seeing Double), dove infatti ogni canzone è accompagnata da un videoclip. Ad ottobre viene pubblicato il singolo A Little Work, il cui video è stato diretto da Jonas Åkerlund. Dalla fine del 2017 Fergie riduce progressivamente la sua attività musicale e contestualmente annuncia il suo abbandono definitivo dai Black Eyed Peas. 
Nel 2018 si esibisce con una versione jazz dell'inno americano durante l'NBA All Star Game, attirando molteplici critiche negative.
Nel 2022 si esibisce agli MTV Video Music Awards con Jack Harlow in un medley di First Class e Glamorous.

## Vita privata
Fergie è stata sposata con l'attore Josh Duhamel. I due si conobbero e cominciarono a frequentarsi nel 2004 quando Fergie e la sua band, i Black Eyed Peas, apparvero in un episodio del telefilm Las Vegas di cui Josh era protagonista. Duhamel rese pubblico il fidanzamento con la cantante nel dicembre del 2007. Hanno vissuto a Los Angeles e si sono sposati il 12 gennaio 2009 a Malibù con una cerimonia privata. Nel 2013 Fergie cambia ufficialmente nome in Fergie Duhamel.
Il 29 agosto 2013 Fergie e Josh hanno avuto un figlio, Axl Jack. Il 14 settembre 2017 la coppia si separa ufficialmente.

## Altre attività

### Televisione e cinema
Entra nel cast del famoso programma degli anni '80 per bambini, Kids Incorporated, dove rimane per tutte le edizioni (1984-1989). È qui che ha il suo primo approccio con la musica e la recitazione.
Dal 1984 al 1985 è stata la voce di Sally Brown e poi di Lucy van Pelt nella serie animata Peanuts.
Dal 2006 al 2016 ha presentato il programma musicale Dick Clark's New Year's Rockin' Eve trasmesso la notte di Capodanno, insieme a Dick Clark e Ryan Seacrest.
Da bambina ebbe un piccolo ruolo nel film horror Non aprite quell'armadio. Nel 2006 è apparsa in due film di successo: Poseidon di Wolfgang Petersen, dove ricopriva il ruolo di cantante della nave, e Grindhouse - Planet Terror di Robert Rodriguez al fianco di Rose McGowan, in cui interpretava una ragazza lesbica che viene divorata dagli zombie.
Il suo primo ruolo importante è quello di Saraghina in Nine, adattamento cinematografico del musical di Broadway dell'82 ispirato a 8½ di Federico Fellini. Il film è diretto da Rob Marshall e vanta nel cast nomi come Daniel Day-Lewis, Marion Cotillard, Penélope Cruz, Kate Hudson, Sophia Loren, Nicole Kidman e Judi Dench. Il personaggio affidato a Fergie è quello di una prostituta che introduce il protagonista, all'età di nove anni nel mondo del sesso. Essendo Nine un musical sono presenti varie canzoni, tra cui Be Italian che viene cantata proprio da Fergie e che è stato definito da molti critici il numero migliore del film. Sempre nella colonna sonora della pellicola troviamo la reinterpretazione di Quando quando quando rivisitata dalla cantante insieme all'amico will.i.am. Per dovere del copione Fergie è dovuta ingrassare di 6 kg e ha dovuto tingersi i capelli di castano.
Fergie ha prestato la sua voce in numerosi film di animazione, tra cui Madagascar 2, Arthur e la vendetta di Maltazard e Sansone, e diverse serie come The Cleveland Show.

### Moda

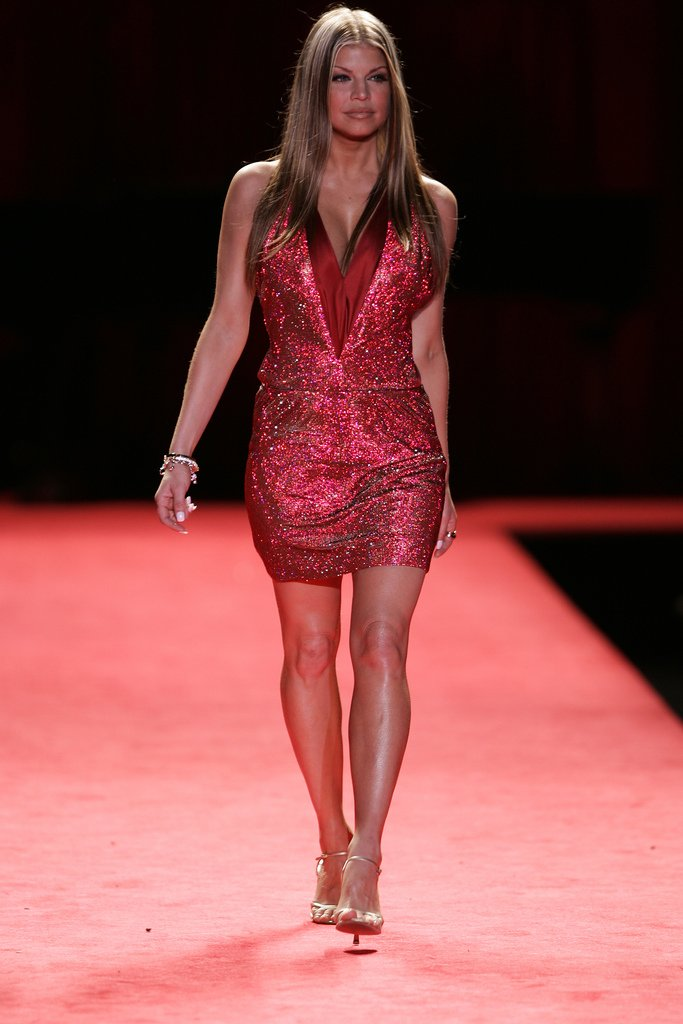
Fergie alla The Heart Truth’s Red Dress Collections durante la New York’s Fashion Week, 2006

Nel 2007 Fergie realizza una linea di borse per la famosa marca Kipling e diventa testimonial della linea di abbigliamento Candies partecipando alla sua campagna benefica per prevenire la gravidanza adolescenziale.
Collaborando con Brown Shoes Fergie lancia una propria linea di scarpe chiamata Fergie Footwear.
Nel 2010 diventa portavoce di Avon con cui collabora realizzando il profumo Outspoken. La fragranza diventa il prodotto più venduto nella storia della casa produttrice. Continua a collaborare con Avon con le fragranze Outspoken Intense e Viva.
Nel 2012 diventa testimonial della marca di cosmetici Wet N Wild realizzando una linea firmata Fergie di smalti e trucchi low cost. Nello stesso anno disegna per la Case Mate una linea di custodie per smartphone.

### Filantropia
Collabora con la marca di cosmetici MAC diventando portavoce e volto della campagna Viva Glam per la lotta contro l'HIV.
Ha dato il suo contributo nella campagna benefica contro la povertà In My Name sostenuta dal collega will.i.am.
Nel 2010 la QVC sceglie la cantante come testimonial di una linea di scarpe. Si tratta di una campagna per cui il ricavo degli acquisti sarà devoluto il beneficenza per combattere il cancro al seno.
Nel settembre 2010 Fergie è stata madrina di un evento benefico organizzato da Avon per raccogliere fondi per la ricerca sul cancro al seno. La cantante ha dichiarato di sentirsi molto vicina a questa causa dato che ha perso la nonna per la stessa malattia, mentre entrambi i genitori sono riusciti a guarire.
Nel marzo 2011, dopo il terremoto in Giappone, Fergie partecipa ad una corsa per raccogliere fondi per il paese devastato. Una settimana prima del disastro la cantante si trovava a Tokyo insieme alla band, e ha dichiarato di sentirsi molto legata al popolo giapponese.
Nel 2011 e nel 2013 viene premiata dal AmfAR (The Foundation for AIDS Research) per il suo impegno alla lotta contro l'AIDS. Nel dicembre 2013 dona ad AmfAR 50.000 dollari grazie al ricavato della vendita della sua collezione di cosmetici Wet N Wild.
Nel 2014 partecipa come ambasciatrice Avon al lancio di una campagna contro le violenze di genere e a favore della parità femminile.

## Discografia

### Da solista
- 2006 – The Dutchess
- 2017 – Double Dutchess

### Con le Wild Orchid
- 1996 – Wild Orchid
- 1998 – Oxygen
- 2001 – Fire
- 2003 – Hypnotic

### Con i Black Eyed Peas
- 2003 – Elephunk
- 2005 – Monkey Business
- 2006 – Renegotiations: The Remixes (EP)
- 2009 – The E.N.D.
- 2010 – The Beginning

## Filmografia

### Cinema
- Non aprite quell'armadio (Monster in the Closet), regia di Bob Dahlin (1986)
- Outside Ozona, regia di J.S. Cardone (1998)
- Be Cool, regia di F. Gary Gray (2005)
- Poseidon, regia di Wolfgang Petersen (2006)
- Grindhouse - Planet Terror (Planet Terror), regia di Robert Rodriguez (2007)
- Nine, regia di Rob Marshall (2009)

### Televisione
- Kids Incorporated (Kids Inc.) – serie TV, 106 episodi (1984-1989)
- Mr. Belvedere – serie TV, episodio 2x18 (1986)
- Sposati... con figli (Married with... Children) – serie TV, episodio 8x21 (1994)
- California Dreams – serie TV, episodio 3x17 (1995)
- Las Vegas – serie TV, episodio 2x07 (2004)

### Doppiatrice
- È un bracchetto flashdance, Charlie Brown (It's Flashbeagle, Charlie Brown), regia di Bill Melendez – speciale TV (1984)
- Charlie Brown e Snoopy Show (The Charlie Brown & Snoopy Show) – serie animata, 4 episodi (1985)
- Rocket Power - E la sfida continua... – serie animata, episodio 3x16 (2003)
- Class of 3000 – serie animata, episodio 2x09 (2007)
- Madagascar 2 - Via dall'isola (Madagascar: Escape 2 Africa), regia di Eric Darnell e Tom McGrath (2008)
- Arthur e la vendetta di Maltazard (Arthur and the Revenge of Maltazard), regia di Luc Besson (2009)
- The Cleveland Show – serie animata, episodi 1x01, 1x13, 3x19 (2009-2012)
- Sansone, regia di Tom Dey (2010)
- Fanboy & Chum Chum – serie animata, episodio 2x25 (2012)

## Doppiatrici italiane
Nelle versioni in italiano dei suoi lavori, Stacy Ferguson è stata doppiata da:
- Liliana Sorrentino in Grindhouse - Planet Terror
- Antonella Alessandro in Nine

Da doppiatrice è sostituita da:
- Angiolina Gobbi in È un bracchetto Flashdance, Charlie Brown, The Charlie Brown & Snoopy Show
- Antonella Rinaldi in The Cleveland Show
- Sabine Cerullo in Sansone